# 輸血
輸血是一種治療措施，可算是一種支持性與代償性的療法。出現場合包括了外科手術備血以防術中失血過多、嚴重貧血等等。輸血可以針對不同血液成分（或稱「血品」）進行輸入，包括了全血（whole blood）、紅血球濃厚液（packed RBC）、洗滌紅血球（washed RBC）、白血球濃縮液（WBC concentrate）與血小板濃縮液（platelet concentrate）等，視病人需求做出選擇。
第一次輸血始于1667年6月15日，由法国御医丹尼斯（Jean-Baptiste Denis，1643? - 1704)进行 ，开始使用羔羊的血。现代輸血是由法国外科医生卡雷尔博士（Alexis Carrel，1873年6月28日－1944年11月5日）首次進行的，因其创造性进行人与人输血而获得了1912年诺贝尔奖。 現今的輸血療法是盡可能在血型相同的個體間進行。在輸血治療前，血液一般已經過基本傳染病化驗，證實安全，才可使用。但沒有絕對安全的血液，任何方式的輸血療法，都有可能產生感染和出現并发症之危險。

## 历史

### 血作为藥物
把血當作藥物使用的历史相当久远。雷伊·坦尼希爾指出，差不多有2000年之久，在埃及和其他地方，“血被視為麻风病的特效藥。”羅馬人相信喝人血可以治癲癇症。德爾圖良論及血作为“醫藥”用途説：“請想想在競技場的表演結束時，那些貪婪地把邪惡罪犯的鮮血……拿去治療他們的癲癇症的人。”
當然，那時還沒有輸血這回事，因為人直到差不多16世紀才開始試驗輸血。借着输血疗法，当时的医生(卡爾·蘭德施泰納)發現了人類有不同的血型，这也奠定了ABO血型系统的基础。

### 中国传统医学血液用途
在中医中，很多动物血液都作为药材使用，但是实际上原理与现代意义上的输血大相径庭且作用有待科学证明。例如明代李时珍著《本草纲目禽部》指出鹅血“咸平，微毒，解药毒。”陶弘景谓：“中射工毒者，饮血，又以涂身。”又如《本草从新》谓：“愈噎膈反胃”。《本草求原》也记载：“苍鹅血治噎隔反胃，白鹅血能吐胸腹诸虫血积”。本草纲目兽部提到鲜羊血治疗多种疾病如鼻血不止，死胎不下，产后大出血。

### 现代输血疗法

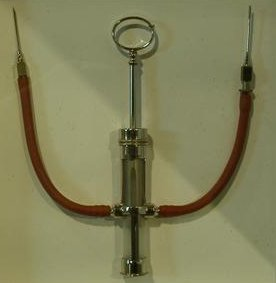
第二次世界大战中使用的二人直接输血仪器

## 不同血品輸液的場合
- 全血
- 紅血球濃厚液
- 洗滌紅血球
- 白血球濃縮液
- 血小板濃縮液
- 新鮮冷凍血漿
- 冷凍血漿

## 輸血療法之風險

### 傳染病
根据已知的研究，随血液传播的疾病超过60种，有一些疾病短期内没有明显的症状，具有一定的潜伏期，而且对于不同人种有不一样的反应。一般來說，經由輸血產生的危險分為：
- 傳染病：包括艾滋病、肝炎、疟疾、乙型脑炎、出血热和未知的病毒等。除此之外，很多传染病 包括疱疹、病毒感染、傳染性單核細胞增多症、弓形體病、錐蟲病（非洲昏睡病和恰加斯氏病）、利什曼病、布魯氏菌病、斑疹傷寒、絲蟲病、痲疹、沙門氏菌病和科羅拉多壁虱熱病等也随着血液传播。[4]
- 并发症：发热、溶血反應、过敏反应。

### 安全規定

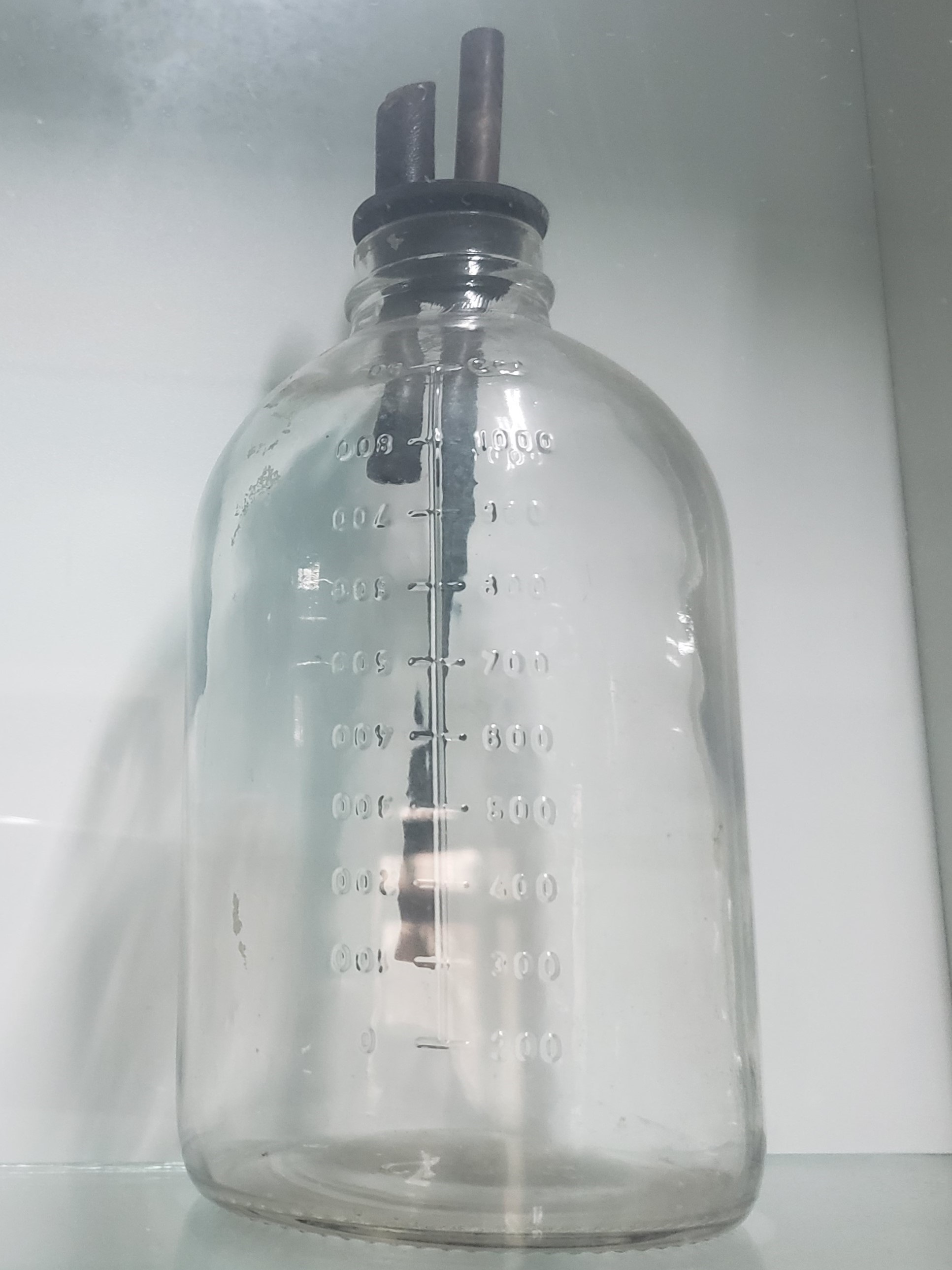
古代输血方法中使用的玻璃。

因為上述事項，通常在捐血時會把這些情形列入「黑名單」，直接拒絕以下人士捐血，亦可能同時禁止其器官捐贈：
- 曾患惡性腫瘤、白血病或其他經醫師認為永久不得捐血者。
- 曾有出血不止、抽痙或昏迷之病史者。
- 曾為AIDS患者，或其高風險人士：曾有吸毒或慢性酒精中毒者。愛滋病毒第一型及第二型(HIV-1及HIV-2)抗體檢查經確認呈陽性反應者。靜脈注射藥物成癮者、男性間性行為者及長期使用血液製劑者。曾從事性工作者。
- 人類嗜T淋巴球病毒一型(HTLV-1)抗體檢查經確認呈陽性反應者。
- 曾罹患庫賈氏病者(CJD)或其高風險人士：曾注射人類腦下垂體生長荷爾蒙者、曾注射人類腦下垂體親生殖腺素(human pituitary gonadotropins)者、曾注射牛胰島素等生物製劑者、曾接受硬腦膜移植者或家族中有庫賈氏病(CJD)患者。

低風險者，也在暫緩名單之列。

### 病菌检测的窗口期
在对献血者的血浆做化验检测常见的艾滋病毒、乙肝病毒、丙肝病毒、梅毒螺旋体等病菌的抗体是否为阳性时，如果献血者感染不久（一般3个月至半年内），那么相应的抗体仍然为阴性。 这种情形下如何保证输血安全，可能的技术途径是输血血浆的特殊消杀灭活措施。

### 溶血反应风险
人类的血型系统按照不同的方法可以有不同的分类系统。如果血源血型和患者血型不一致就会发生溶血反应，导致患者死亡。
在最常见的ABO血型系统中，相容血型如下表所示。如果血型不配就会导致受血者发生溶血反应。溶血反应可导致较高的死亡率。早些时候认为O型血是万能血型，但是临床上发现如果输血过快也可发生溶血反应，因此除非在特别紧急情况下才考虑异型受血。一般在有血医疗方法实施之前都要进行严格的配型实验保障患者安全。
| 受  | 捐 | 捐 | 捐 | 捐 | 捐 | 捐 | 捐  | 捐  |
| 受  | O- | O+ | B- | B+ | A- | A+ | AB- | AB+ |
| AB+ | O  | O  | O  | O  | O  | O  | O   | O   |
| AB- | O  |    | O  |    | O  |    | O   |     |
| A+  | O  | O  |    |    | O  | O  |     |     |
| A-  | O  |    |    |    | O  |    |     |     |
| B+  | O  | O  | O  | O  |    |    |     |     |
| B-  | O  |    | O  |    |    |    |     |     |
| O+  | O  | O  |    |    |    |    |     |     |
| O-  | O  |    |    |    |    |    |     |     |
| --- | -- | -- | -- | -- | -- | -- | --- | --- |

即使配型成功也不能保证患者在输血过程中不会出现溶血反应。

### 肝炎传播的重要途径
根据美国卫生部统计，有數目巨大的人曾由於染上肝炎而患病死去。肝炎是沒有特效治療的。據一份美国报纸报道説，美國接受輸血的人大約有百分之5染上肝炎——每年共計17萬5000人。其中半數成為長期携带者，而且每5個當中至少有1個發展成肝硬變或肝癌。據估計有4000人死亡。
医务人员在1970年代之前已知有一種較温和的肝炎（甲型肝炎）藉着不潔的食物或水傳播。後來他們發現有一種較嚴重的類型藉着血而傳播，那時他們尚未有方法普檢染有這種病毒的血。科學家之后才找到快速检测这种肝炎的方法（乙型肝炎，HBV）。到1970年代早期，在有些國家中血液制品受到普檢。
然而，不久之後，临床检查表明仍然有數以千計接受檢驗過的血的人仍然在事後患上肝炎。許多人在經歷使他們體力大為衰弱的疾病之後獲知他們的肝已經損壞了。原因是，经过检测的血液制品中血含有另一種類型的肝炎，稱為非甲非乙型肝炎(NANB，现称之为丙型肝炎)。有十年之久，有許多接受輸血的病人受到感染——在以色列、意大利、日本、西班牙、瑞士和美國，接受輸血的人有百分之8至17染上這種病。
意大利的研究者報導發現另一種肝炎病毒；這是一種突變體病毒，有三分之一的肝炎病例可能是由這種病毒促成的。哈佛医学院发行的杂誌《哈佛醫學院衛生通訊》）評論説，“有些權威人士擔心肝炎的病毒並非僅限於甲、乙、丙和丁幾種類型；可能還有其他類型出現。”《紐約時報》（1990年2月13日）説：“專家們極懷疑還有其他的病毒可以造成肝炎；如果發現的話，它們會被稱為戊型肝炎等。”

### 输血相关性急性肺损伤(TRALI)
20世纪90年代发现，主要发生在多次接受输血的患者中，是因为输血引起的致命免疫反应，每年造成大约几百人死亡（实际死亡人数可能更高，因为很多医务人员并不清楚有这种情况）。主要原因和致病机理目前并不清楚，如果患者接受不同血型的输血则发病率会明显升高。

### 对免疫系统影响
由于输入血液是异体细胞，因此可能会触发受血患者的自體免疫系统，使得发生排斥反应的概率增加。即宿主抗移植物。但是临床上也有发现，输血导致患者免疫系统被抑制，令病人变得虚弱，无法抵御手术后的感染和原来处于不活跃状态的病毒导致肺炎、感染、心脏病和中风的概率上升。
输血相关移植物抗宿主病（TA-GVHD）是输入全血中带有的淋巴细胞在宿主体内迁移、增殖并攻击患者的免疫系统，导致被输血者自身抗原体反应，对患者的肠胃、肝脏以及体内造血系统等产生影响，致死率在90%以上，是最严重的输血并发症。发病率为1%，但在直系亲属间会提高到10-20倍，这是因为直系亲属间有更多地相似的遗传基因，所以在受血者免疫系统低下的情况下极难识别供血者的淋巴细胞。预防方法是：成分输血或者对要输的血液使用辐照仪把其中有活性的免疫细胞灭活。

## 特殊人群

### 新生儿
为确保向儿科患者输血的安全，医院正在采取额外的预防措施以避免感染，并倾向于使用经过特别测试的儿科血液单位，确保对巨细胞病毒呈阴性。大多数指南建议提供CMV阴性的血液成分，而不仅仅是对新生儿或低出生体重婴儿的白细胞减少成分，因为他们的免疫系统尚未完全发育。 这些特殊要求对可以捐献给新生儿使用的献血者增加了额外的限制。
新生儿输血通常分为以下两类：
- “补充”输血，以补偿调查损失和纠正贫血。
- 交换（或部分交换）输血用于去除胆红素，去除抗体和替换红细胞（例如，由于地中海贫血和其他血红蛋白病引起的贫血）。[12]

### 重大失血
当存在重大失血，如重大创伤时，会使用“大量输血方案”，需要10个单位以上的血液。通常会输注红细胞、新鲜冷冻血浆和血小板。 通常，与包装红细胞相比，给出新鲜冷冻血浆和血小板的比例相对较高。

### 未知血型
因为血型O阴性与任何人兼容，所以经常过度使用，供应短缺。 根据 Association for the Advancement of Blood and Biotherapies的说法，应将此血液的使用限制为O阴性血液的人，因为没有其他东西与他们兼容，以及可能怀孕的女性，对她们进行紧急治疗前做血型检测是不可能的。 AABB建议尽可能通过使用血型测试来确定较不稀缺的替代品来节约O阴性血。

### 宗教反对
耶和华见证人可能反对输血，因为他们认为血液是神圣的。

## 减白血品
减白血品（Leukoreduced blood products）是指去除或减除血液中白血球的制品，其可减少病毒感染、发热性非溶血性输血反应、血小板输注无效、免疫修饰作用等等不良输血反应。

## 手術相關的輸血
由於輸血之風險，醫學界已開始發展無血手術。
在中國，除了開始引入無血手術外，現在已提高关注检验血液安全和鼓勵節約用血等措施。

## 外部連結
血液安全 - 世界衛生組織 （页面存档备份，存于）
- 多学科联合倡导节约用血 （页面存档备份，存于）
- 輸血有多安全？
- 捐血救人-香港紅十字會輸血服務中心